# Віхулець
Віхулець (пол. Wichulec, нім. Eichholz, Kreis Strasburg) — село в Польщі, у гміні Боброво Бродницького повіту Куявсько-Поморського воєводства.
Населення — 218 осіб (2011).
У 1975-1998 роках село належало до Торунського воєводства.

## Демографія
Демографічна структура станом на 31 березня 2011 року:
|          | Загалом | Допрацездатний вік | Працездатний вік | Постпрацездатний вік |
| -------- | ------- | ------------------ | ---------------- | -------------------- |
| Чоловіки | 117     | 37                 | 75               | 5                    |
| Жінки    | 101     | 28                 | 46               | 27                   |
| Разом    | 218     | 65                 | 121              | 32                   |